# Conector Berg

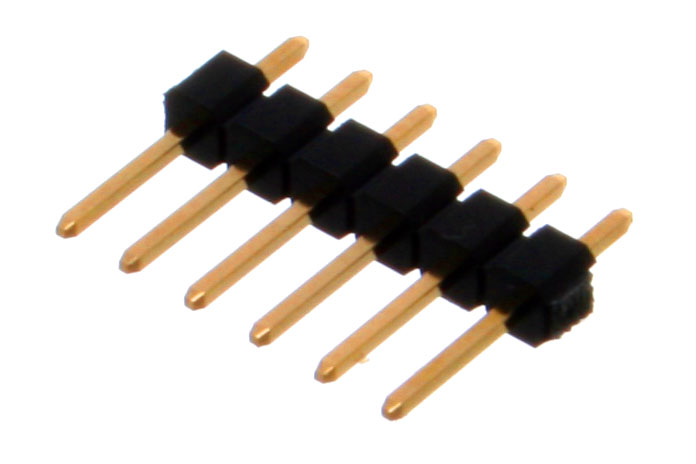
Conector de 6x1 pines

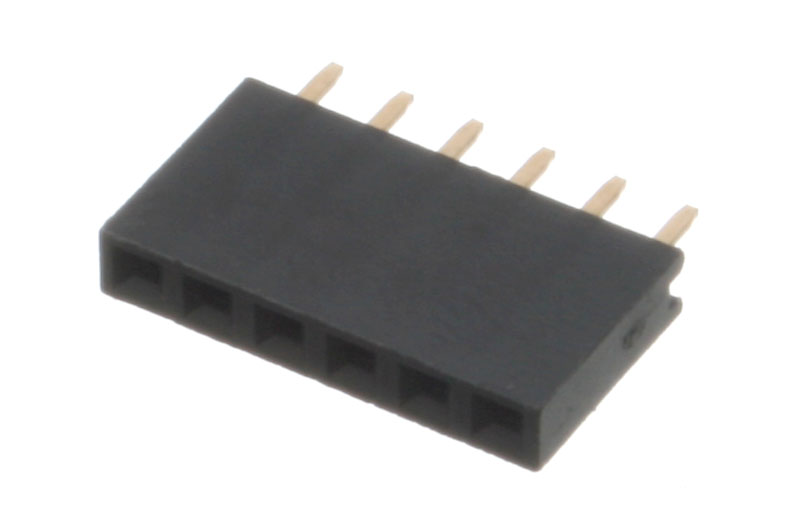
Conector hembra de 6x1 pines

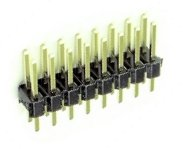
Conector de 8x2 pines

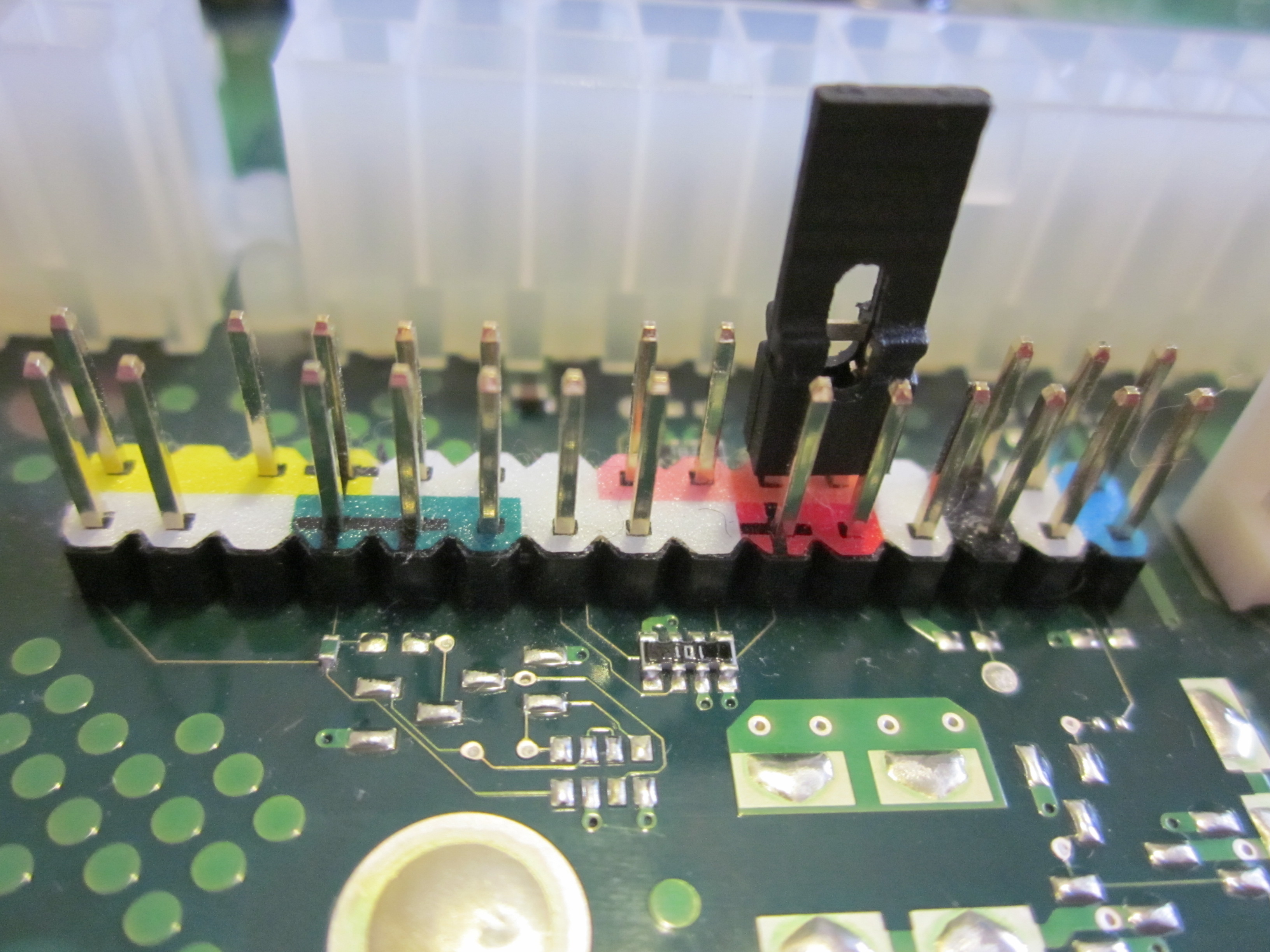
Conector de 15x2 pines en placa madre

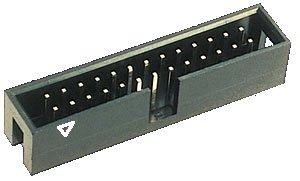
Conector 13x2 con muesca, el triángulo marca el pin 1

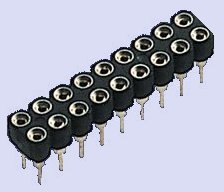
Cabezal hembra de 9x2 pines, doble hilera, con contactos girados

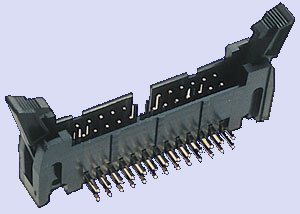
Conector de 13x2 pines, en ángulo, con bloqueo y clips de fijación

Un conector de regleta de pines o conector de hilera de pines (En inglés pin header, abreviado como PH o simplemente header), es un tipo de conector eléctrico. Consta de uno o más filas de pines macho con un espaciado de 2,54 mm (0,10 pulgadas) entre cada pin, pero los tamaños comunes también incluyen 5,08 mm (0,2 pulgadas), 5 mm (0,197 pulgadas), 3,96 mm (0,156 pulgadas), 2 mm (0,079 pulgadas), 1,27 mm (0,05 pulgadas) y 1 mm (0,039 pulgada). La distancia entre los pines se conoce comúnmente como pitch (paso) en la comunidad electrónica.
Se le conocía inicialmente como conector Berg por Berg Electronics Corporation una empresa de Missouri que fue la primera que lo fabricó. Pero Farmaltome Conection International la compra en 1998 (aunque la mantiene como marca), y el término cae en desuso debido a que las cabeceras de pines fueron fabricadas por muchas compañías. Todavía es utilizado para designar al conector de alimentación de las disqueteras de 3,5 pulgadas (también denominado conector P7), que presentan una hilera de pines de 4x1 con una muesca guía.

## Descripción general
Los conectores de hilera de pines van a menudo asociados con conectores de cable plano. Además se usa como receptores de jumpers.  El paso más común es 2,54 mm (0,10 pulgadas), aunque se usa el de 2 mm (0,079 pulgadas) en productos más pequeños.
Los conectores de hilera de pines son, por lo tanto, conectores macho (las conexiones hembra existen, en inglés se denominan female header abreviado a FH o header connector, sin "pin") y se utilizan principalmente en el interior del equipo, en lugar de utilizarse como un conector en el exterior del dispositivo.
Normalmente los conectores de hilera de pines son de tecnología de agujeros pasantes (PTH) , pero también existen versiones para montaje en superficie (SMT) de una y dos filas de pines. En este último caso, los puntos de soldadura de los conectores simplemente se doblan en un ángulo de 90 grados para soldarse en el plano de soldadura (esta se utiliza muchas veces para conectar dos placas entre sí). En los conectores de una sola fila, los pines se doblan alternando a un lado o al otro, en los de dos hileras, los pines simplemente se doblan hacia afuera. si las conexiones son opcionales, se opta principalmente por el PTH para facilitar el ensamblaje manual.
Los conectores de hilera de pines son rentables debido a su simplicidad. A menudo se venden como tiras largas (típicamente 40 o 50 pines para las versiones de doble hilera) que se pueden dividir fácilmente en el número correcto de pines.

## Conectores en caja
Los conectores con una caja plástica de guía alrededor (en inglés box headers abreviado a BH o shrouded headers) normalmente solo se usan en combinación con conectores de cable plano. Una muesca guía en la caja impide la conexión invertida del cable así como la conexión parcial (saltando algunos de los pares).

## Guía polarizada
Algunos sistemas polarizan o bloquean la conexión del conector de clavijas con algo que llena y bloquea uno de los orificios de los zócalos. lo que va acompañado en el conector de hilera de pines de la eliminación de los pines correspondientes. Esto impide tanto la conexión incorrecta del cable (girado o saltando algunos de los pares) como el uso del cable incorrecto en otro conector.

## Numeración de los pines
En ausencia de una marca de pin 1 en el conector, la placa puede tener una marca para orientar. A menudo la almohadilla de soldadura alrededor del orificio del pin 1 en la placa es cuadrada en lugar de redonda.
Para los conectores de varias filas, el número de pin es más complejo, ya que conocer la ubicación del pin 1 no garantiza automáticamente la numeración de los pines restantes. Normalmente, para los conectados a cables planos, los pines están numerados, por lo que van linealmente a través del cable. Debido a la forma en que el conector se conecta al cable, esto significa que en una hilera de dos filas, los pines en una fila tienen números impares y los pines en la otra fila tienen números pares.